# Jean Riboud
Pour les articles homonymes, voir Riboud.
Jean Riboud (né le 15 novembre 1919 à Lyon et mort le 20 octobre 1985 à Paris), est un industriel français, ancien président de Schlumberger. Son épouse, Krishnā Riboud, d'origine indienne, était une chercheuse et historienne spécialiste des textiles d'Inde et de Chine.
Ils firent ensemble don de nombreux objets d'art et de bijoux indiens au musée Guimet, musée des arts asiatiques

## Biographie
Issu d'une famille de la bourgeoisie lyonnaise (son grand-père avait été l'un des fondateurs de la Lyonnaise de Banque), Jean Riboud est le frère d'Antoine Riboud, président du groupe Danone, et de Marc Riboud, photographe. Résistant pendant l'Occupation, il est déporté en Allemagne. Après la guerre, il entreprend des études de lettres et de droit à la Sorbonne.

### Industrie
Entré en 1951 dans le groupe Schlumberger, il en devient président en 1965. Il est l'artisan du développement très important du groupe Schlumberger : en 2006, Schlumberger enregistrait un bénéfice de 3,7 milliards de dollars avec un chiffre d'affaires de 19,2 milliards de dollars. Jean Riboud est président de Schlumberger durant vingt ans (1965-1985). 
Homme à poigne, c'est lui qui licencie Jérôme Seydoux (héritier de la famille Schlumberger). Celui-ci épousera en 1988 Sophie Desserteaux, veuve de Christophe Riboud.

### Famille
Christophe Riboud (1950-1987), son fils, a étudié au Massachusetts Institute of Technology (MIT) et a enseigné à l'ESSEC. C'était, avec Pierre Bergé, l'un des principaux donateurs de l'association SOS Racisme.

### Politique
Jean Riboud fait partie des proches du président François Mitterrand et le conseille sur les affaires industrielles et économiques.

### Art
Passionné d'art, Jean Riboud était un ami de Max Ernst, et de Henri Langlois